# غلوريا ليونارد
غلوريا ليونارد (بالإنجليزية: Gloria Leonard)‏ (ولدت باسم غيل ساندرا كلينيتسكي؛  (28 أغسطس 1940 - 3 فبراير 2014)، ممثلة إباحية أمريكية وأصبحت فيما بعد ناشرة في مجلة هاي سوسايتي. وكانت عضوة في مجلس إدارة جمعية فيديو الكبار وتحالف حرية التعبير، وكانت ليونارد مؤيدة علنية لصناعة السينما الإباحية وحقوق حرية التعبير.

## روابط خارجية
- غلوريا ليونارد على موقع IMDb (الإنجليزية)
- غلوريا ليونارد على موقع ألو سيني (الفرنسية)
- غلوريا ليونارد على موقع أول موفي (الإنجليزية)
- غلوريا ليونارد على موقع قاعدة بيانات الأفلام السويدية (السويدية)
- غلوريا ليونارد على موقع قاعدة بيانات الفيلم (الإنجليزية)
- غلوريا ليونارد على موقع كينوبويسك (الروسية)